# Johann von Hattstein (Großprior)

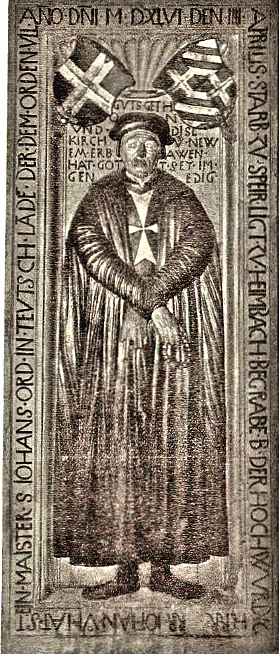
Zeichnerische Darstellung der Grabplatte für den Großprior Johann von Hattstein in der Kirche von Heitersheim

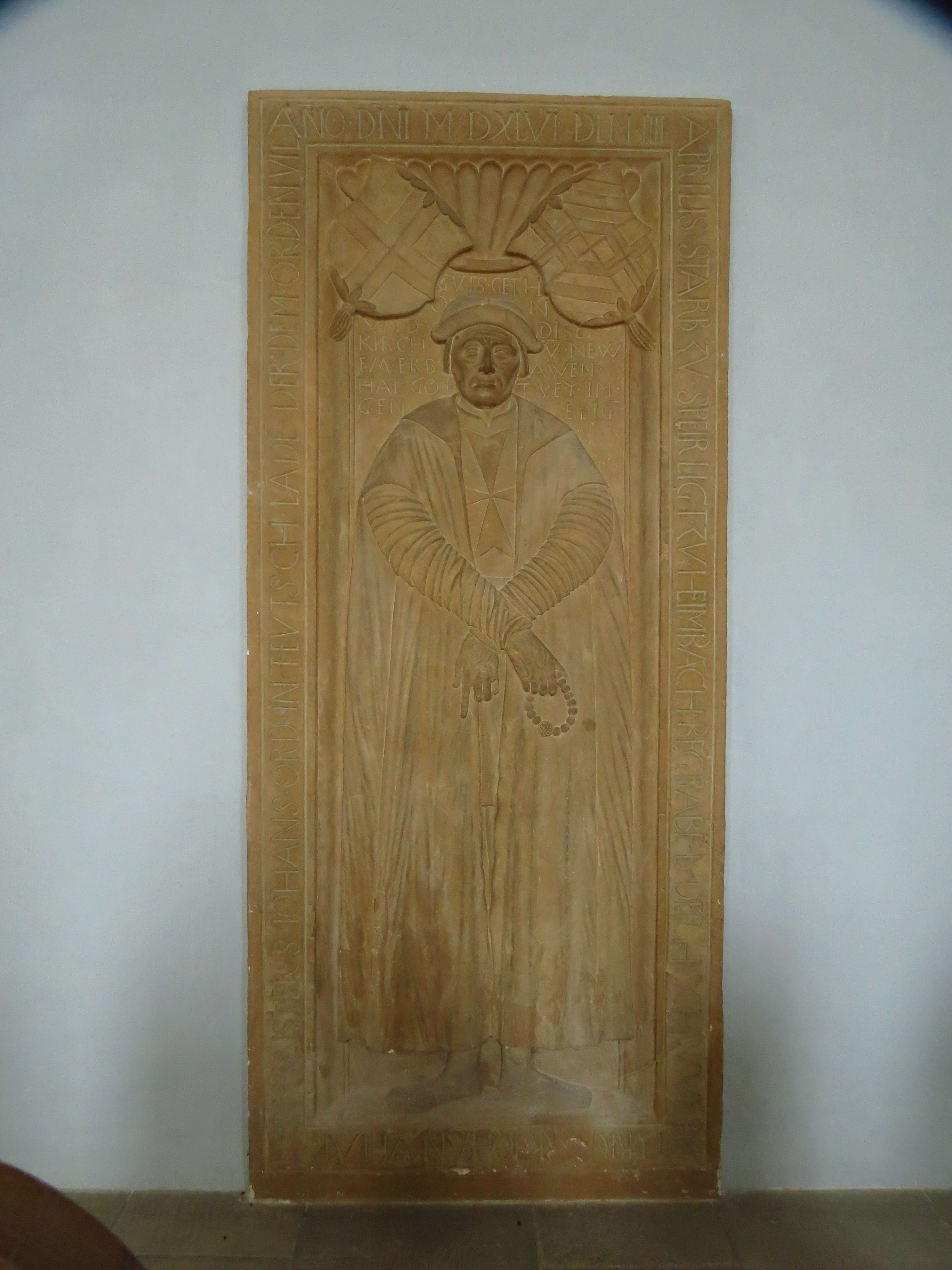
Foto der Grabplatte für den Großprior Johann von Hattstein in der Kirche von Heitersheim

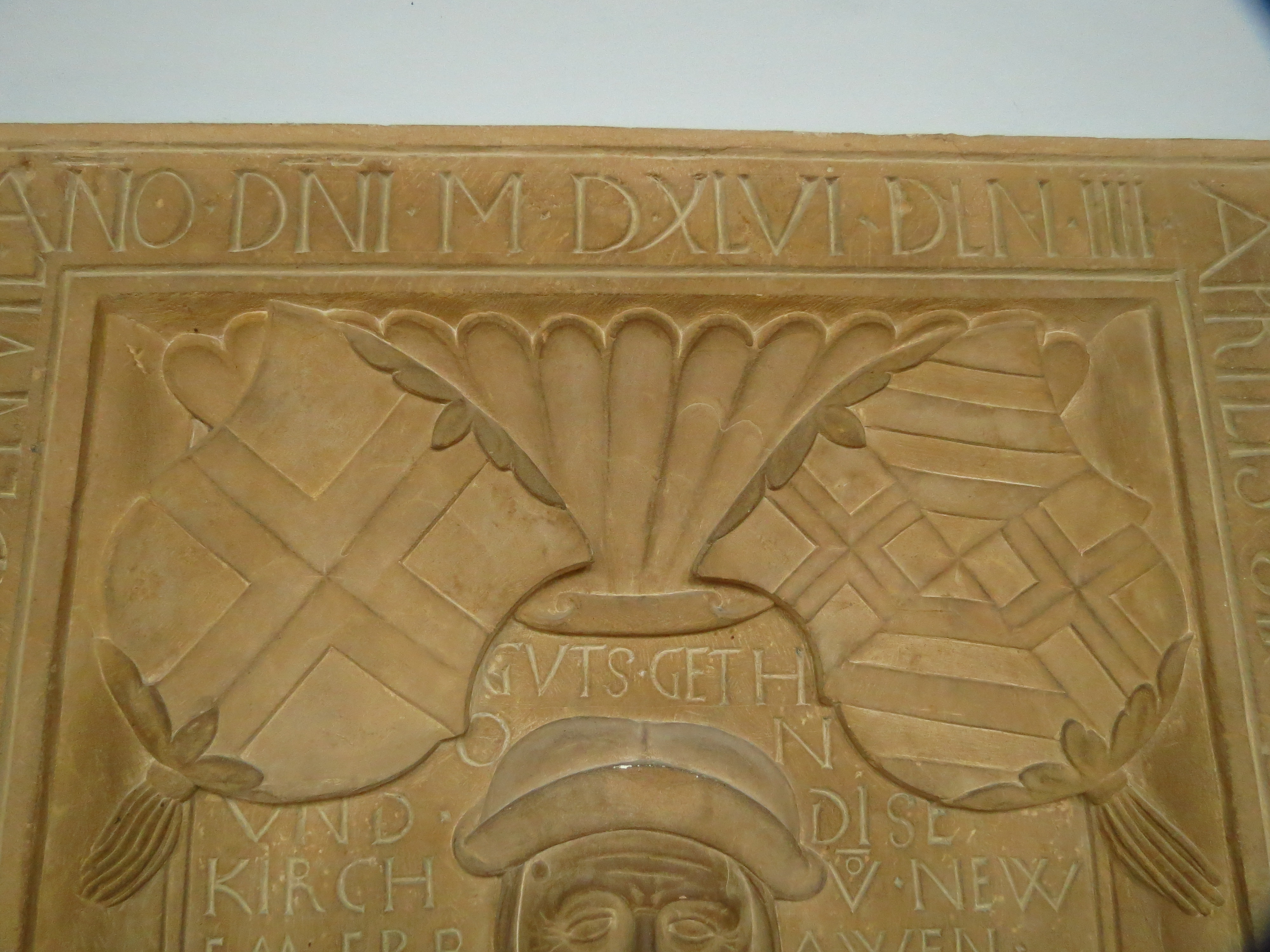
Kopf der Grabplatte des Großpriors Johann von Hattstein, sein Wappen, Wappen des Johanniterordens

Johann von Hattstein (* um 1447, verm. in Usingen/Taunus; † 4. April 1546 in Speyer) war ein Adliger, Ritter des Johanniterordens, katholischer Priester, 1505 bis 1512 Großbailli des Johanniterordens und von 1512 bis zu seinem Tod deutscher Johanniter-Großprior.

## Familie
Er entstammte der Adelsfamilie Hattstein und wurde geboren als Sohn des Philipp von Hattstein und seiner Gattin Imgard geb. von Reifenberg.

## Leben
Johann von Hattstein trat in den damaligen Johanniterorden (heute Souveräner Malteserorden) ein. Mit acht weiteren deutschen Rittern nahm er 1480 an der Verteidigung von Rhodos gegen die Truppen von Sultan Mehmet II. teil.
1483 avancierte er zum Komtur der pfälzischen Johanniter-Niederlassung Heimbach. Am 3. Juli 1512 ernannte man Johann von Hattstein zum Johanniter-Großprior der deutschen Ordensprovinz, was er bis zu seinem Tod blieb. Mit dieser Stellung übernahm er gleichzeitig die damit vereinigten Ämter eines Komturs der Ordenshäuser von Utrecht, Freiburg im Breisgau, Bubikon und Wädenswil. Schon seit 1503 war er Hofrichter in Heidelberg, 1519 wurde er zusätzlich Präsident des Reichskammergerichtes Speyer. Johann Nepomuk Lengenfelder nennt 1783 in der Kurzgefaßten pragmatischen Geschichte des hohen Malteserordens als Grund der Berufung zum Kammergerichtspräsidenten, „weil man damals im Reiche keinen gelehrteren Mann kannte als Hansen von Hattstein“.
Er versuchte das Eindringen protestantischer Lehren abzuwehren und konnte mit Geduld und Geschick manche durch die Reformation bedrohten Ordensgüter retten. In der Ballei Brandenburg empfahl Hattstein dem Herrenmeister Veit von Thümen ein entschiedenes Vorgehen gegen Ordensobere, welche die neue Lehre unterstützten. 1530 erreichte er in langwierigen Verhandlungen die Rückgabe des Basler Ordenshauses durch den reformatorischen Rat, 1535 sicherte er durch einen Kompromissvertrag mit Pfalz-Zweibrücken, das protestantisch geworden war und die auf seinem Gebiet liegende Kommende Meisenheim an sich gebracht hatte, wenigstens die außerhalb Pfalz-Zweibrückens gelegenen Besitztümer der Meisenheimer Komturei. Laut dem Historischen Lexikon der Schweiz verdankt ihm der Johanniterorden das Überleben der Ordenshäuser in Basel und Bubikon über die Reformation hinaus.

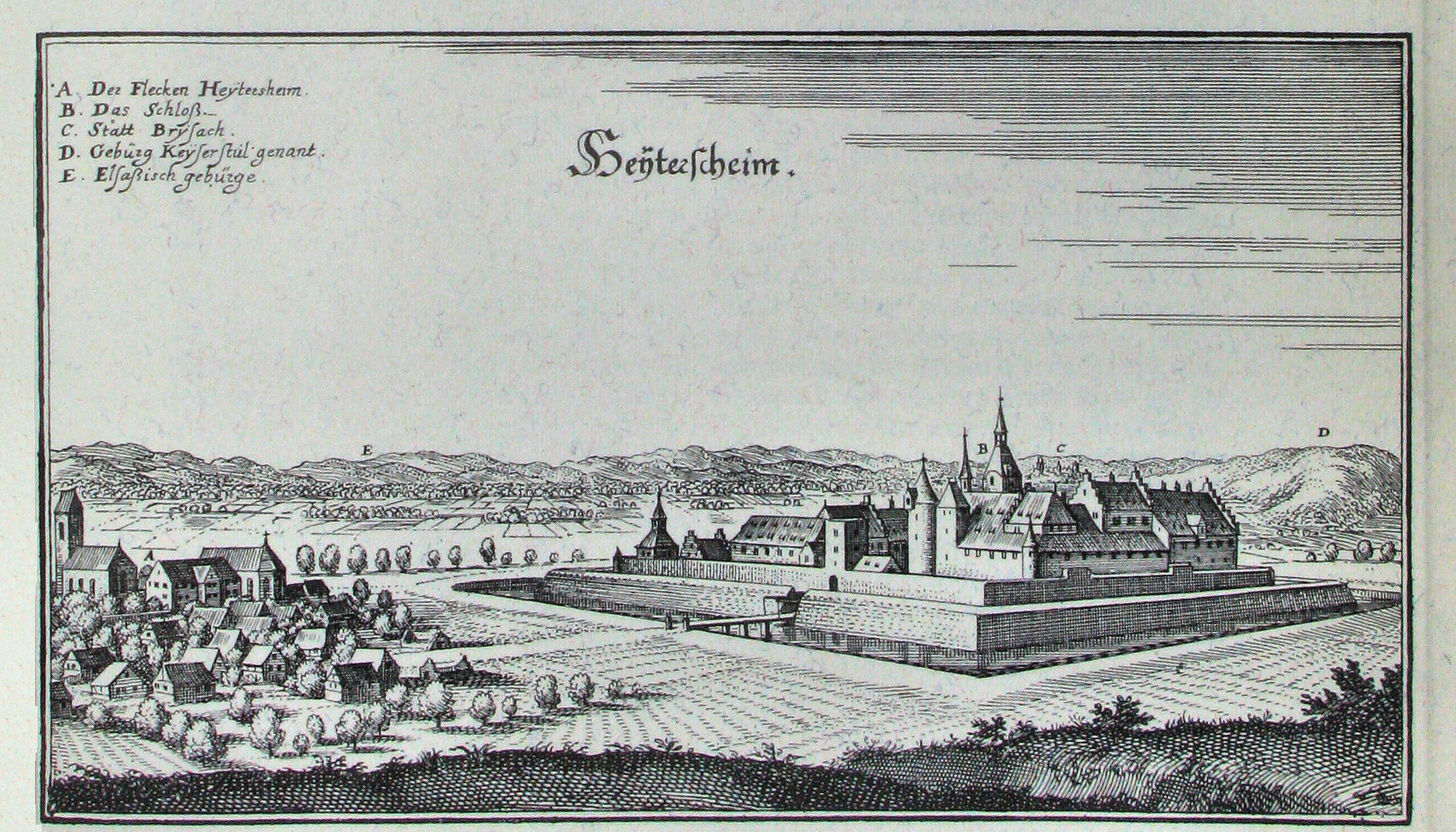
Historische Ansicht des durch Johann von Hattstein ausgebauten Johanniterschlosses Heitersheim

Seit 1505 war Heitersheim im Breisgau Sitz des deutschen Großpriors. Hier ließ Johann von Hattstein ab 1512 das Johanniterschloss ausbauen und 1527 eine neue Pfarrkirche errichten. 1529 nahm Hattstein, zusammen mit einem Trupp Ordensritter, an der Verteidigung von Wien gegen die Türken teil. Hier soll er sich – trotz seines Greisenalters – mit großer Tapferkeit geschlagen haben.

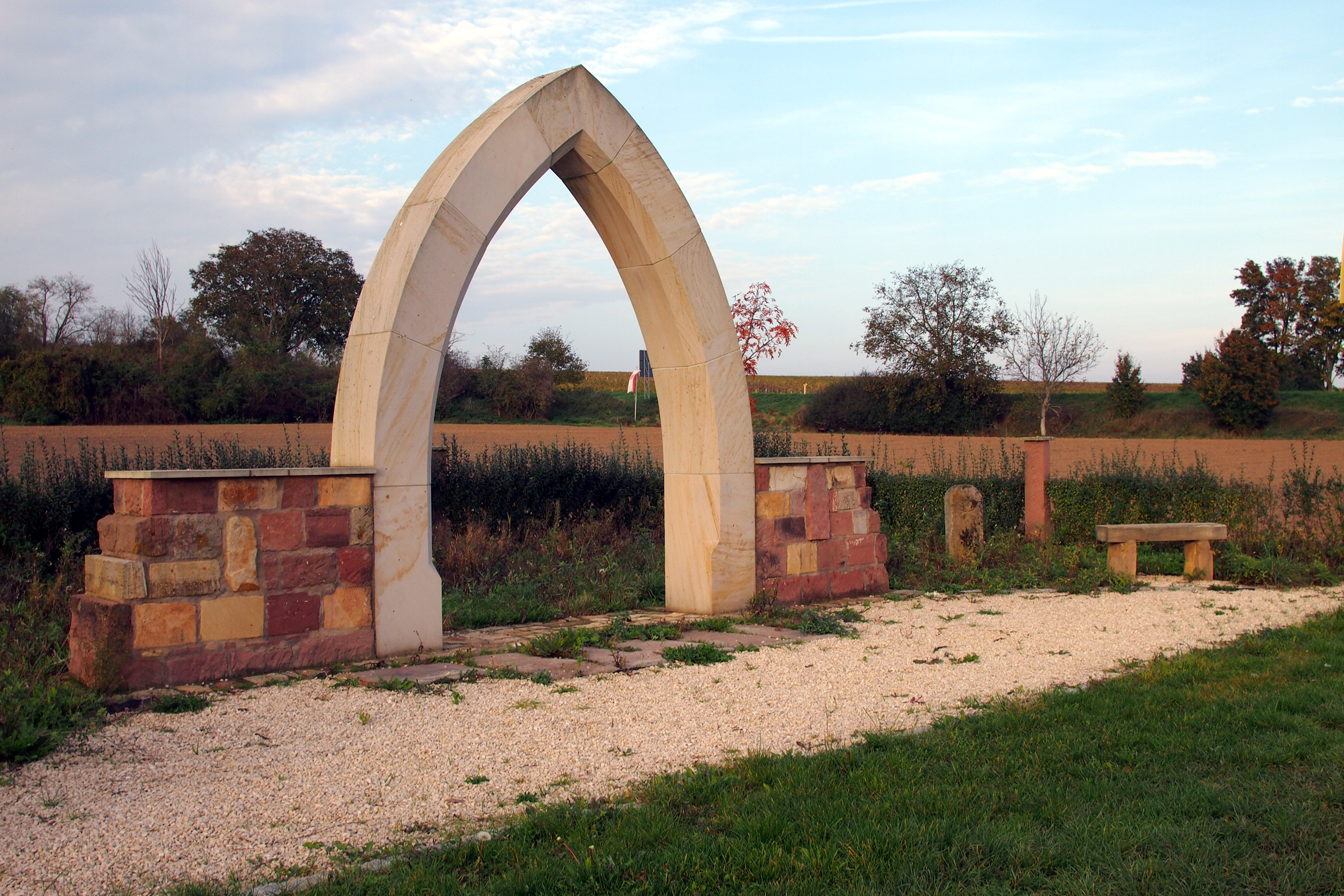
Reste der Heimbacher Kirche

Johann von Hattstein starb 1546 im Speyerer Johanniterhaus, mit nahezu hundert Jahren. Dieser Ordenshof war einer seiner Hauptaufenthaltsorte. In der Anfang des 19. Jahrhunderts an alter Stelle neu erbauten Pfarrkirche St. Bartholomäus zu Heitersheim ist sein Grabstein mit Ganzfigur erhalten. Darauf steht, dass er „dem Orden vil Guts getan und dise Kirch von neuem erbaut hat“. Die Inschrift hält zudem fest, er sei in der Kirche der Komturei Heimbach (nahe Speyer) begraben worden, von der jedoch heute nur noch sehr geringe Reste existieren.
Über Johann von Hattstein wird berichtet, dass er für die damalige Zeit zuweilen sehr fortschrittliche Ansichten vertrat. So habe er aus seinem früheren Kontakt mit den Muslimen heraus öfter deren Glaubenslehren und Sitten verteidigt. Auch sei er der Überzeugung gewesen, dass Muslime, Juden und Andersgläubige durchaus in den Himmel kommen könnten, nachdem sie im Fegefeuer ihre Verfehlungen abgebüßt hätten. Aus dieser Einsicht heraus lehnte er besonders den Protestantismus scharf ab, da man dort das Fegefeuer verneinte, das Hattstein als ein besonderes Gnadengeschenk Gottes ansah.

## Gedenken
In der Kirche von Heitersheim steht eine Gedenktafel (Steinplatte). In Freiburg im Breisgau ist eine Straße nach ihm benannt.